# Lorenzo Bartolini
Lorenzo Bartolini (ur. 7 stycznia 1777 w Savignano di Prato, zm. 20 stycznia 1850 r. we Florencji)) – włoski rzeźbiarz reprezentujący neoklasycyzm. W pracy inspirował się rzeźbą renesansu florenckiego. Uważany jest za najbardziej reprezentatywnego przedstawiciela puryzmu i najbardziej znaczącą postać rzeźby włoskiej po śmierci Canovy.  

## Życiorys
Bartolini urodził się w Savignano di Prato, niedaleko Prato w Toskanii. W 1795 roku przeprowadził się do Volterry, gdzie poznał warsztat alabastru Barthélemy'ego Corneille'a. Studiował na florenckiej akademii (Accademia di Belle Arti di Firenze), nabywając doświadczenia w pracy z poznanym już wcześniej alabastrem i marmurem. W 1797 roku wyjechał do Paryża. We francuskiej stolicy studiował malarstwo pod okiem Frederica Desmaraisa oraz rzeźbę u Francois-Frederica Lemota. Płaskorzeźba Cleobis i Biton, za którą otrzymał II nagrodę Akademii w 1803 roku, od razu ugruntowała jego sławę jako rzeźbiarza, który natychmiast zyskał też wpływowych mecenasów. Jego płaskorzeźby przedstawiające bitwę pod Austerlitz znalazły się wśród tych, które wykonano na kolumnę na Place Vendôme w Paryżu. Ułożone spiralnie płaskorzeźby wykonywał zespół rzeźbiarzy pod kierunkiem Pierre’a-Nolasque Bergereta. W skład zespołu wchodzili (poza Bartolinim): Jean-Joseph Foucou, Louis-Simon Boizot, François Joseph Bosio, Claude Ramey, François Rude, Charles-Louis Corbet, Clodion i Henri-Joseph Rutxhiel. W 1807 roku Bartolini powraca do Włoch jako profesor rzeźby w Akademii Sztuk Pięknych w Carrarze, kierowanej przez Elisę Baciocchi, siostrę Napoleona. Siedem lat później przeprowadza się do Florencji i zakłada swoją pierwszą pracownię przy via della Scala.
Wielkim mecenasem Bartoliniego pozostawał jednak Napoleon, dla którego wykonał popiersie. W 1833 roku Bartolini został członkiem honorowym National Academy of Design. 11 kwietnia 1831 roku rzeźbiarz ożenił się z Marią Virginią Buoni, z którą zamieszkał w Borgo Pinti 87 we Florencji. Bartolini był ojcem czworga dzieci: Gerolamo Napoleone, Paola Napoleona, Giulia Rosa i Matilde Maria. W 1839 roku Lorenzo Bartolini zostaje mianowany profesorem rzeźby Akademii Sztuk Pięknych we Florencji, a 9 lat później zostaje senatorem parlamentu Toskanii.

Zmarł w styczniu 1850 roku we Florencji. Został pochowany w kaplicy San Luca w kościele Zwiastowania Najświętszej Maryi Panny we Florencji, w tej samej krypcie, w której spoczywają szczątki: Jacopo Pontormo, Franciabigio i Benvenuto Celliniego. Wiele z jego niedokończonych dzieł zostało później ukończonych przez Giovanniego Dupré i Pasquale Romanelli.

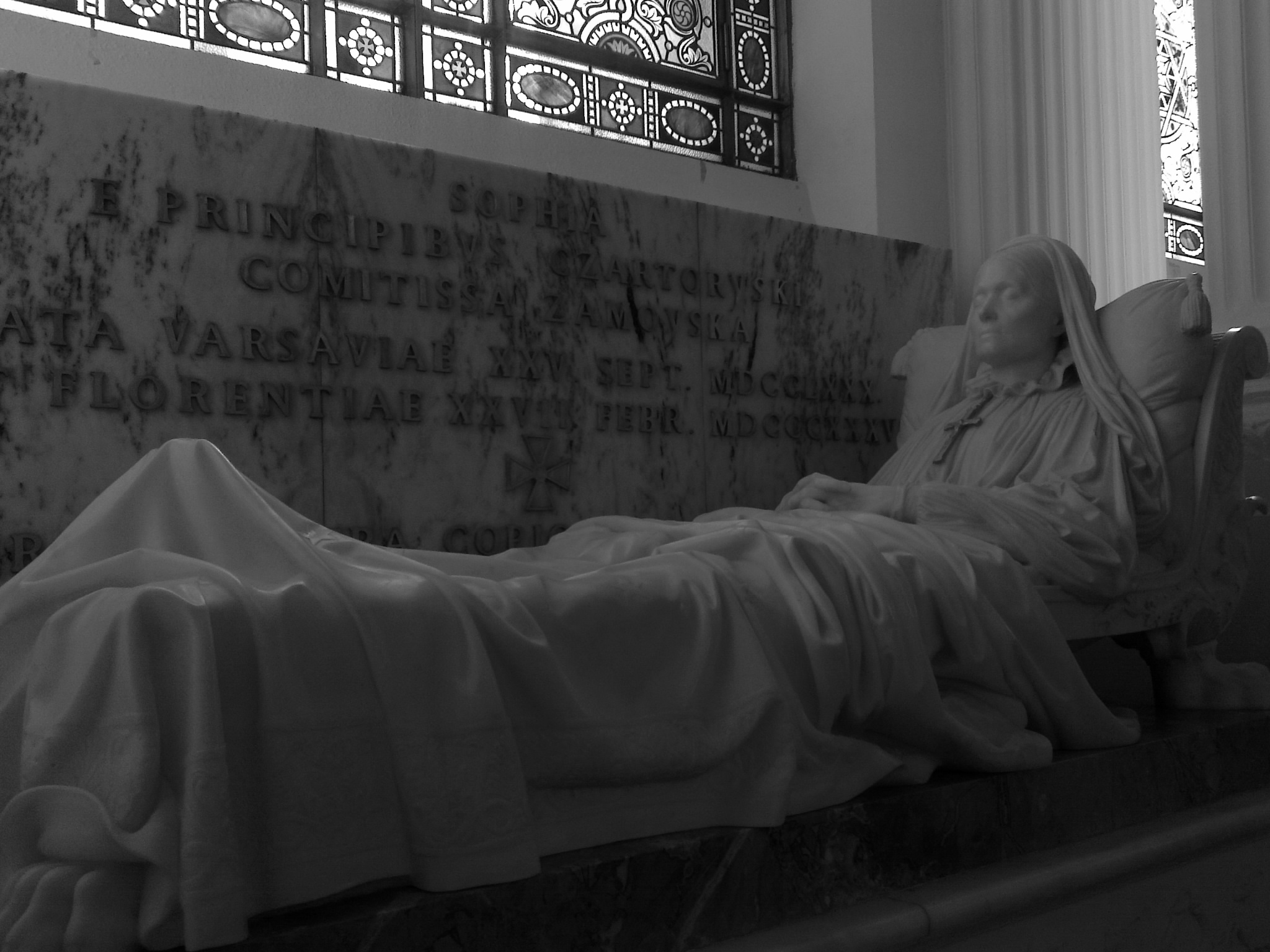
Wykonana w białym marmurze kopia nagrobka hr. Zofii Czartoryskiej Zamoyskiej dłuta Bartoliniego; kaplica pałacu w Kozłówce

## Wybrane dzieła
- Nagrobek Zofii z Czartoryskich Zamoyskiej w kościele Santa Croce we Florencji[4][5][6],
- Nimfa i skorpion (Ninfa dello scorpione) -  nazwa nadana dwóm rzeźbom wykonanym przez Lorenzo Bartoliniego, jedna znajduje się w Luwrze, a druga w Ermitażu,
- pomnik Krzysztofa Kolumba w Genui,
- rzeźba Niccolò Macchiavellego w jednej z nisz Gallerii Uffizi,
- pomnik Malvezziego Angelelli, cmentarz Certosa di Bologna[7],
- popiersie hrabiny Teresy Guiccioli Gamba, Biblioteka Classense w Rawennie,
- The Demidoff Table[8].

## Więcej informacji

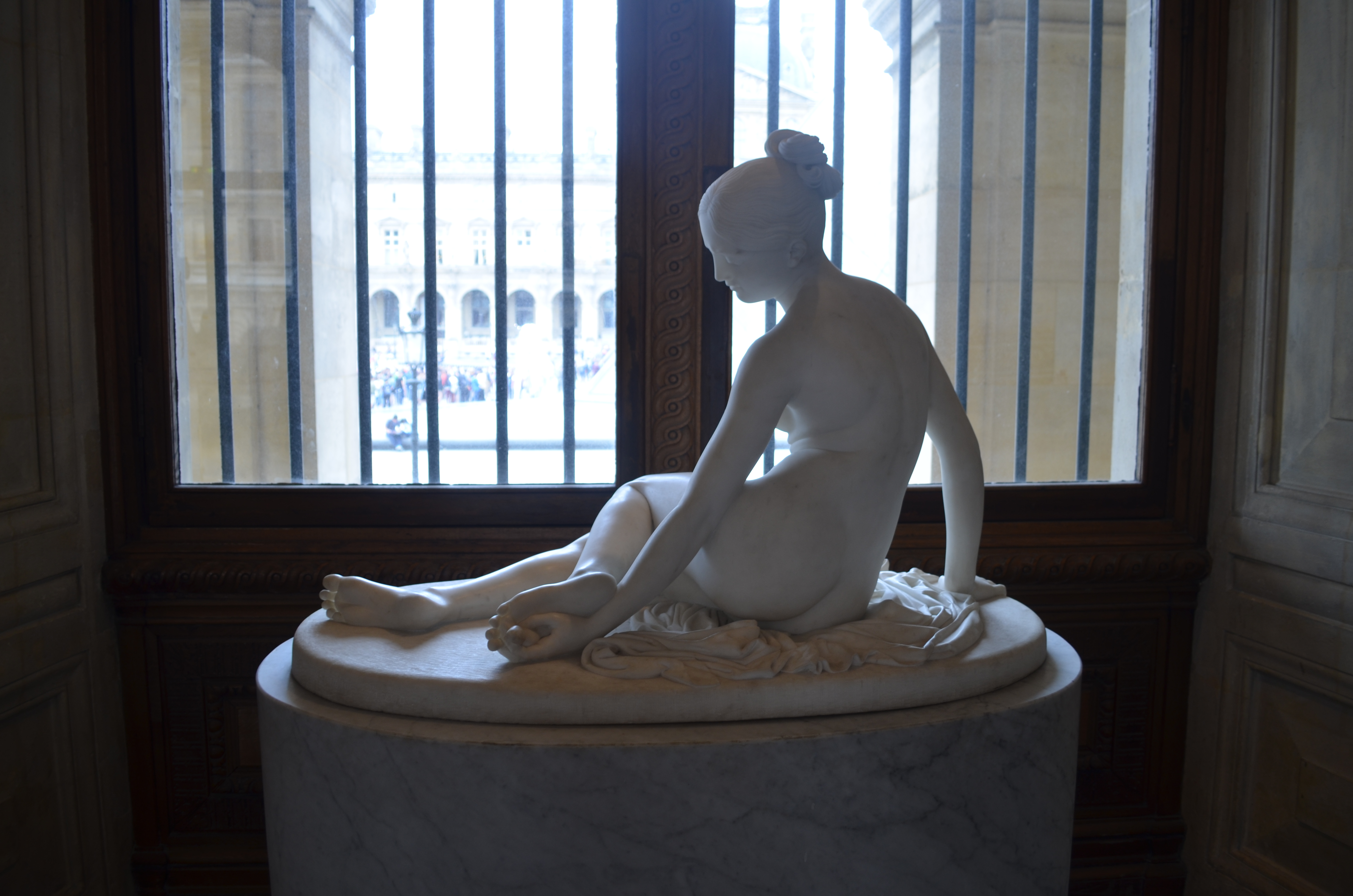
"Nimfa i skorpion" w Luwrze

- Wybrane dzieła Lorenzo Bartoliniego w Galerii Uffizi we Florencji
- Dzieła Lorenzo Bartoliniego w Galleria dell'Accademia we Florencji
- Gipsoteka w Galleria dell'Accademia we Florencji